# Ryan Sessegnon
Kouassi Ryan Sessegnon (født 18. maj 2000 i London, England) er en engelsk fodboldspiller (venstre kant/back), der spiller hos Fulham F.C.
Sessegnon spillede hele sin ungdomskarriere hos Fulham, og fik sin seniordebut for klubbens førstehold 9. august 2016 i en Liga Cup-kamp mod Leyton Orient. I sæsonen 2017-18 blev han kåret til både Årets unge spiller og Årets spiller i den næstbedste engelske række, The Championship.
Sessegnon er fætter til en anden professionel fodboldspiller, Stéphane Sessègnon.

## Landshold
Sessegnon fik debut for Englands U/16-landshold i 2015, og har siden også repræsenteret U/17, U/19 og U/21. Han var i 2017 med til at vinde guld ved U/19-EM, og blev samtidig topscorer i turneringen.